# Tarawa
Tarawa è un atollo corallino appartenente all'arcipelago delle Isole Gilbert, situato nella Repubblica di Kiribati, nell'Oceano Pacifico. È la più grande isola, per la popolazione, e la seconda per dimensione, dell'arcipelago delle Gilbert, nonché sede della capitale amministrativa della repubblica di Kiribati (Tarawa Sud). In passato è stato inoltre capitale della colonia britannica delle Isole Gilbert ed Ellice. Famosa soprattutto per essere stato il teatro della battaglia di Tarawa nel 1943, durante la Seconda guerra mondiale.

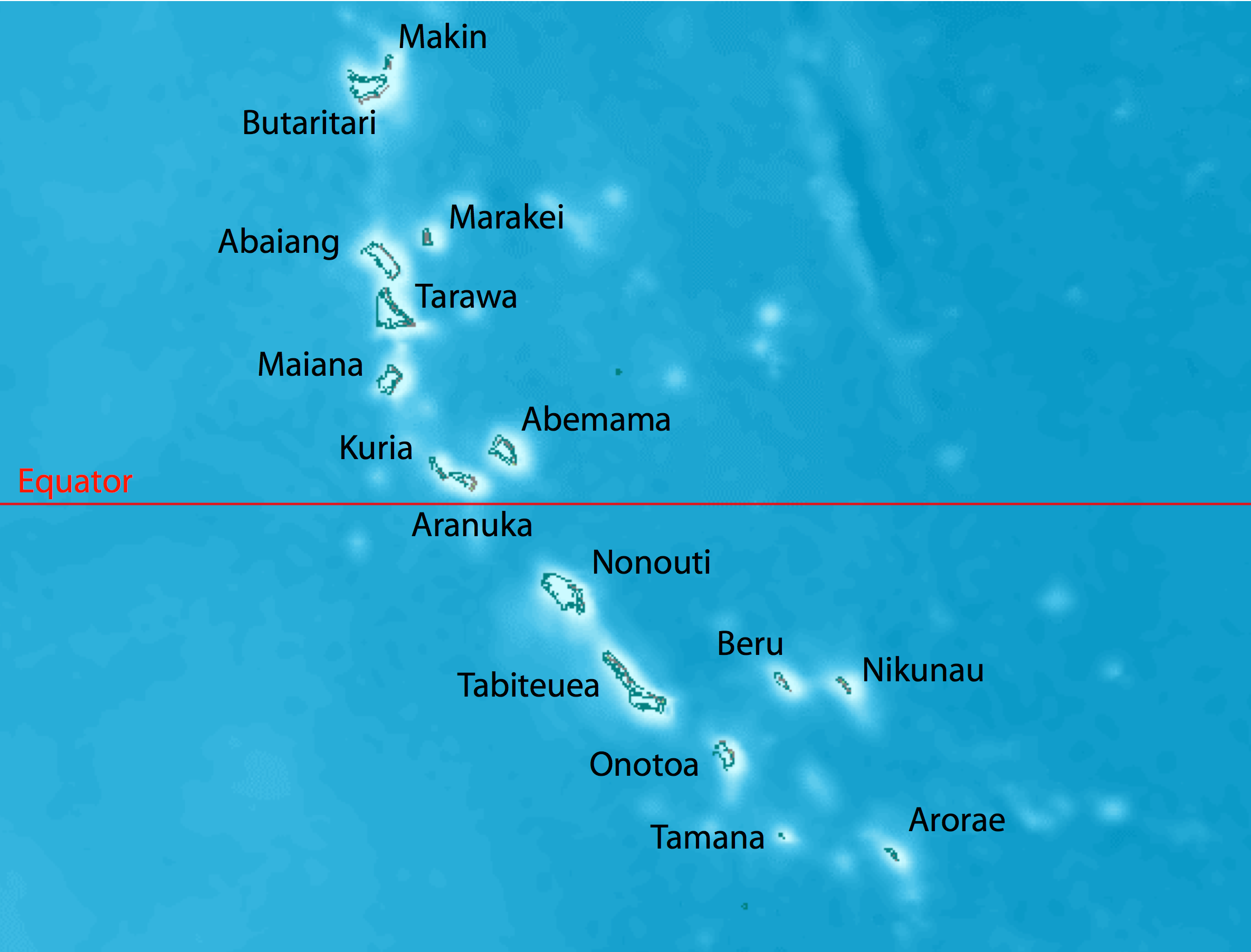
L'arcipelago delle Isole Gilbert, di cui Tarawa fa parte

## Geografia

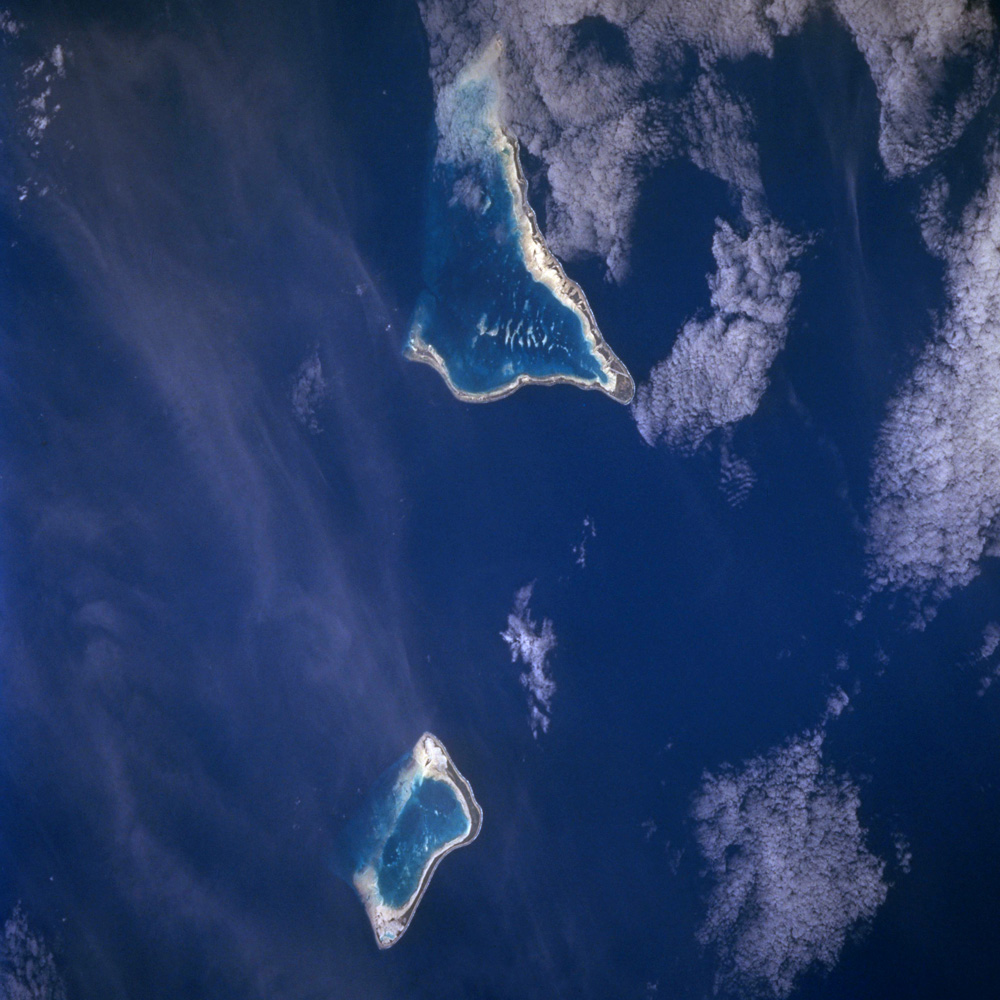
Tarawa e il vicino atollo di Maiana visti dallo spazio

L'atollo di Tarawa è formato da circa 24 isole o isolette, tutte abitate. La più grande (Tarawa Sud) si estende da Bonriki (nell'angolo sud-est dell'atollo) fino a Bairiki e, insieme all'isola di Betio, la principale città e il porto, delimita il lato meridionale della laguna. Una strada rialzata (detta Japanese Causeway) collega Bairiki con Betio. Il centro abitato più grande, Bikenibeu, e l'unico aeroporto dell'isola (Aeroporto Internazionale di Bonriki), sono situati a Tarawa Sud. Tarawa Nord, la parte nord, è invece più isolata e meno abitata, anche perché nessun ponte la collega al resto dell'atollo, ad eccezione di Buota, collegata con Bonriki dal 1995.

### Isole e villaggi
Ogni isola (in gilbertese: aba, terra) è considerata come un villaggio o un insediamento a sé stante. Betio è la più grande città, seguita da Bikenibeu e Teaoraereke; Tarawa Sud concentra più della metà della popolazione delle intere  Kiribati.
- Tarawa Sud, che comprende i comuni di Betio (BTC) e di Teinainano Urban Council (TUC):
  - di cui, successivamente, Bairiki, Nanikai, Teaoraereke, Antebuka, Banraeaba, Ambo, Taborio, Tangintebu, Eita, Abarao, Bikenibeu, Nawerewere (Causeway), Temwaiku, Bonriki e Tanaea
- Tarawa Nord, di cui, da nord a sud, Buariki, Teariniba,  Nuatabu, Taborio (liceo cattolico), Taratai, Nooto, Abaokoro (capoluogo), Marenanuka, Kainaba, Nabeina, Tabiteuea (Tarawa), Abatao e Buota
- Abanuea (sommersa dal 1999 a causa del cambiamento delle correnti)
- Bikeman (sommersa agli inizi degli anni novanta per il cambiamento delle correnti oceaniche)

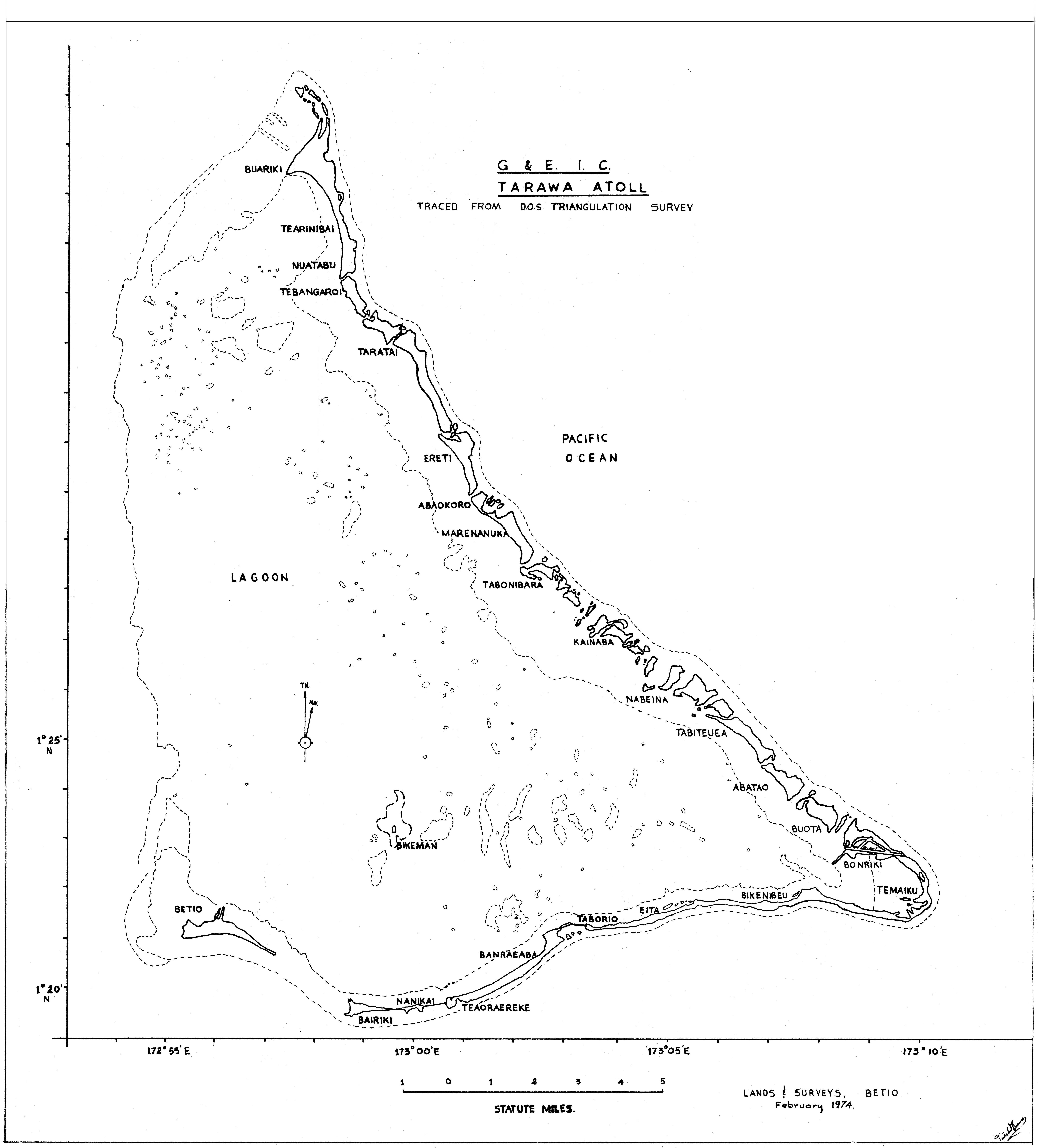
Villaggi di Tarawa

- Biketawa, non abitata

## Demografia
La popolazione, 28 802 abitanti nel 1990, al 95,9% gilbertese, è probabilmente eccessiva per la capacità portante delle isole e non è colpita dalla fame solo grazie agli aiuti internazionali, specie del Regno Unito, del Giappone, della Nuova Zelanda e dell'Australia.

## Amministrazione
L'atollo ha tre suddivisioni amministrative:
- Teinainano Urban Council (o TUC), da Bairiki a Bonriki, ovvero l'isola di Tarawa Sud, la capitale della Repubblica di Kiribati
- Betio Town Council (o BTC), sull'isola di Betio
- North Tarawa o Tarawa Ieta (tutte le isole orientali a nord di Bonriki)

Il principale centro amministrativo della Repubblica di Kiribati si trova a Bairiki. Il parlamento si riunisce sull'isoletta di Ambo, a Tarawa Sud, mentre alcuni uffici amministrativi sono a Betio e Bikenibeu ed uno a Kiritimati.

## Storia

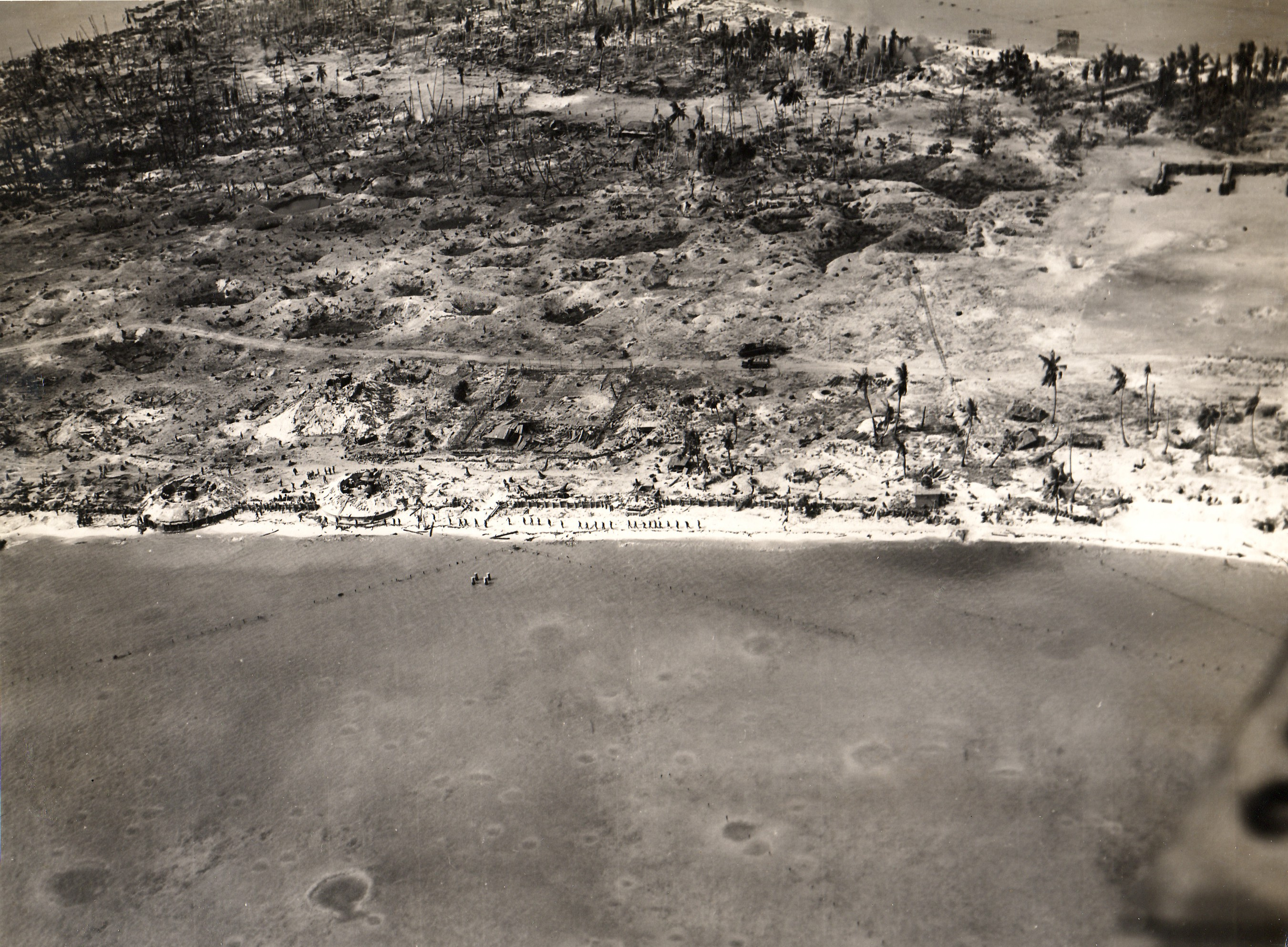
Foto aerea dell'isola di Betio il 24 novembre 1943

Durante la seconda guerra mondiale, il 10 dicembre 1941 Tarawa fu occupata dai giapponesi, che installarono un aeroporto a Betio. Il 20 novembre 1943 i marines statunitensi sbarcarono sull'isola e ne iniziarono la conquista a prezzo di forti perdite, dal momento che i giapponesi avevano creato una fitta rete di fortificazioni. L'isola fu presa dopo 76 ore di sanguinosi scontri, con circa 6 000 morti da entrambe le parti.

## Economia
L'economia di Tarawa, come quella di tutta la nazione di Kiribati, è poco sviluppata, in quanto mancano rilevanti risorse naturali. Circa il 20% del PIL deriva dal turismo ed un altro 20-25% da aiuti esteri. Il porto più grande, attraverso cui vengono esportate principalmente copra e pesce, si trova a Betio.

## Curiosità
- Il libro The Sex Lives of Cannibals: Adrift in the Equatorial Pacific[4] di J. Maarten Troost è il racconto, in toni umoristici, del soggiorno di due anni che l'autore fece a Tarawa.